# Teodolinda Amélia Cristina Leça da Veiga
Teodolinda Amélia Cristina Leça da Veiga (Encarnação, Lisboa, 1 de junho de 1837 - Beato, Lisboa, 25 de dezembro de 1911) foi uma escritora e proprietária portuguesa do século XIX.

## Biografia
Filha do Comendador José Manuel da Veiga (1794-1859), cavaleiro da Ordem de Nossa Senhora da Conceição de Vila Viçosa, professor e jurisconsulto e de Maria Doroteia da Rocha Henriques, nasce em Lisboa, e é baptizada como filha de mãe incógnita, no Palácio dos Marqueses de Pombal, tendo como padrinho António Aloísio Jervis de Atouguia, sendo reconhecida apenas em 1855, quando tinha 18 anos. Eram seus avós paternos João Paulo da Veiga e Jacinta Rosa de Leça, maternos José Joaquim Henriques e Ana da Rocha. 
Seu pai, ao doutorar-se, defendeu uma tese em que abordava precisamente a questão do celibato eclesiástico, condenando-o: Memoria sobre o Celibato Clerical, que deve Servir de Fundamento a uma das Theses dos Actos Grandes de seu Autor (1822). Esta obra teve grande impacto na época (e mesmo posteriormente, já que seria reeditada em 1864), chegando a ser proibida e confiscada. José Manuel da Veiga publicou várias obras, a maioria das quais do âmbito jurídico, sendo um personagem importante no debate acerca do celibato eclesiástico em Portugal, sobretudo durante a primeira metade do século XIX. 
Teodolinda publicou uma obra, dedicada à Infanta D. Maria Ana de Bragança (1843-1884), de título: Elementos de instrucção moral para uso da mocidade portugueza. Dedicados a Sua Alteza, a senhora infanta D. Maria Anna. A obra é publicada em Lisboa, na Tipografia de F. X. de Sousa, em 1857.
Teodolinda casa a 5 de maio de 1860 com o Dr. António Augusto de Sousa Azevedo Vilaça (1830-1896), médico, na Igreja Paroquial de São Bartolomeu do Beato, em Xabregas, Lisboa. Desta união resultaram quatro filhos: Joana Augusta Cristina da Veiga Vilaça, (1862-1925), que casou com o comerciante Augusto César de Sousa; Luís Martins Vilaça Júnior (1864-1869); Sebastião Silvério da Veiga Vilaça (1866-1866) e Maria Augusta Amélia da Veiga Vilaça (1872-1960), que casou com o militar José Maria Pereira da Silva.
Viveu durante muitos anos em Lisboa, tendo-se mudado mais tarde, por volta de 1865, para a Quinta dos Machados, grande propriedade na zona de Chelas, freguesia do Beato, onde faleceu aos 74 anos, vítima de um tumor maligno. Encontra-se sepultada no jazigo de sua família, no Cemitério do Alto de São João, em Lisboa.